# Обервайлер-Тіфенбах
Обервайлер-Тіфенбах (нім. Oberweiler-Tiefenbach) — громада в Німеччині, розташована в землі Рейнланд-Пфальц. Входить до складу району Кузель. Складова частина об'єднання громад Лаутереккен-Вольфштайн.
Площа — 3,21 км2. Населення становить 264 ос. (станом на 31 грудня 2020).